# Sadek (Przeździęk Mały)
Sadek – nazwa niestandaryzowana, osada leśna wsi Przeździęk Mały w Polsce, położona w województwie warmińsko-mazurskim, w powiecie szczycieńskim, w gminie Wielbark.
Stanowi drobne zabudowanie na południowy zachód od centrum wsi w pobliżu torów kolejowych. Znajduje się tu trafostacja.
Dawniej gromada w gminie Muszaki w powiecie nidzickim w województwie olsztyńskim. W 1954 włączony do gromady Róg, a po jej zniesieniu 1 stycznia 1960 włączony do gromady Jagarzewo.
W latach 1975–1998 miejscowość administracyjnie należała do województwa olsztyńskiego.